# Wild Orchids
Wild Orchids è un album di Steve Hackett pubblicato nel 2006. Da notare la partecipazione del fratello John Hackett ad alcuni brani dell'album, e la cover di Man In The Long Black Coat di Bob Dylan, brano, quest'ultimo, che ha la particolarità di essere cantato alla maniera di Johnny Cash, cantante a cui Dylan dedicò la canzone.

## Tracce

### Edizione standard
1. A Dark Night In Toytown - (Hackett / King / Glück)
2. Waters Of The Wild - (Hackett / King)
3. Set Your Compass - (S. Hackett / J. Hackett)
4. Down Street - (Hackett / King)
5. A Girl Called Linda - (Hackett)
6. To A Close - (Hackett)
7. Ego And Id - (J. Hackett / Clabburn)
8. Man In The Long Black Coat - (Bob Dylan)
9. Wolfwork - (Hackett)
10. Why - (Hackett)
11. She Moves In Memories - (Hackett)
12. The Fundamentals Of Brainwashing - (Hackett)
13. Howl - (Hackett)

### Edizione speciale
1. Transylvanian Express - (Hackett / King / Glück)
2. Waters Of The Wild
3. Set Your Compass
4. Down Street
5. Girl Called Linda
6. Blue Child - (Hackett)
7. To A Close
8. Ego And Id
9. Man In The Long Black Coat
10. Cedars Of Lebanon - (Hackett)
11. Wolfwork
12. Why
13. She Moves In Memories
14. Fundamentals Of Brainwashing
15. Howl
16. A Dark Night In Toytown
17. Until The Last Butterfly - (Hackett)

## Formazione
- Steve Hackett - chitarra, chitarra elettrica, armonica, salterio, organo elettrico, voce

### Altri musicisti
- Roger King - tastiere, chitarra ritmica
- John Hackett - flauto traverso, chitarra (riff)
- Rob Townsend - sax, flauto contralto, flauto traverso, Tin whistle, clarinetto basso
- Nick Magnus - tastiere

#### The Underworld Orchestra
- Christine Townsend - violino, viola
- Richard Stewart - violoncello
- Dick Driver - contrabbasso
- Colin Clague - tromba
- Chris Redgate - oboe, corno inglese